# Léonard Terry
Jean Léonard Terry (Luik, 13 februari 1816 – Luik, 25 juli 1882) was een Belgisch componist en musicoloog.
Hij was zoon van Thérèse Donnay en Denis Dominique Terry, die hem bij hun huwelijk erkende. Hijzelf was getrouwd met Josephine Bernardine Constance Fuss en na haar overlijden met Henriette Caroline Adèle Faschamps.
Hij werd eerst arts. Een van zijn eerste patiënten kwam echter te overlijden, waarna hij zich in de muziek ging verdiepen. Hij schreef zich in bij het Koninklijk Conservatorium Luik alwaar hij les volgde in solfège, piano, zang en compositieleer. Hijzelf werd al snel docent aan het Luiks Conservatorium in de vakken solfège (1840) en zang (1846). Hij was tussen 1849 en 1852 dirigent van Association Musicale. Hij legde als dirigent een voorliefde voor Richard Wagner voor de dag, blijkend uit een concert in 1859 waarin hij fragmenten uit Tannhäuser ten gehore bracht. 
Terry bleef als componist enigszins onderbelicht; in de Algemene muziek encyclopedie wordt melding gemaakt van Fridolin (een lyrisch drama), drie operettes, Six chants réligieux en werken voor koor en liederen waaronder La chanson du pêcheur. Hij won wel een tweede prijs binnen Prijs van Rome met zijn werk, de cantate La vendetta (1845).
Daartegenover staat zijn onderzoeken naar muziek en het muziekleven van Luik en omgeving, daarbij speciale aandacht gegeven aan werken van de toen al vergeten componist Jean-Noël Hamal. Het resultaat van dat werk is terug te vinden in de bibliotheek van het Luiks Conservatorium Le fonds Terry). Hij publiceerde onder andere:
- Oeuvres de l’ancienne école musicale liègeoise
- Recueil d’aris de cramignons
- Recherches historiques sur la musique et le théâtre ay pays de Liège

Luik kent een Rue Léonard Terry; het straatnaambord vermeldt "compositeur professeur au conservatoire de musique de Liège, Liège 1816-1887" (dat laatste moet dus 1882 zijn).